# Nördlicher Falterfisch
Der Nördliche Falterfisch (Chaetodon ocellatus) oder Flossenfleck-Falterfisch ist eine Art aus der Familie der Falterfische.

## Verbreitung
Er lebt im westlichen Atlantik, von den brasilianischen Abrolhos-Inseln im Süden bis Florida in Tiefen bis etwa 30 Metern. Besonders häufig ist die Art in den flachen Riffen Floridas. Oft werden Jungfische mit dem Golfstrom nach Norden abgetrieben. Man hat sie schon bei New York, Massachusetts und selbst bei Neuschottland gefangen. Jedes Jahr im November sterben tausende Jungfische im kälter werdenden Wasser an der Atlantikküste Nordamerikas ab.

## Merkmale
Der Fisch hat einen hochrückigen, seitlich abgeflachten Körper von silbrigweißer Grundfarbe. Die Brustflossen sind transparent, die übrigen Flossen sind gelb. Ein dunkler Streifen zieht sich senkrecht über die Augen. Jungfische haben einen solchen Streifen auch am Hinterleib kurz vor der Schwanzwurzel. Der Nördliche Falterfisch wird 16 bis 20 Zentimeter lang.

## Lebensweise
Ausgewachsene Nördliche Falterfische leben paarweise, Jungfische einzeln oder in kleinen Gruppen.
Nördliche Falterfische sind Allesfresser und ernähren sich hauptsächlich von Plankton.